# Gabriel Miguel Bordi
Gabriel Miguel Bordi (Córdoba, Argentina, 4 de noviembre de 1975) es un exfutbolista argentino.

## Biografía
Descendiente de italianos, creció en Barrio Guiñazú, Córdoba. De niño empezó a jugar al fútbol en aquel barrio, pero subestimado por algunos de sus primeros entrenadores. 
Años más tarde, comenzó a jugar en las inferiores de Racing de Córdoba, donde debutaría en primera con tan solo 16 años. 
Tras su éxito en All Boys, cumplió su sueño de jugar en Europa, en el Napoli de Italia. En España debutó con el Polideportivo Ejido, en la temporada 2001-2002. Después se marchó unos meses al portugués Sporting de Braga, y retornó a España para jugar en el Linares tras su frustrado fichaje por el Logroñés. Tras su salida del  Club Granada 74 es delantero del Club Deportivo Baza, equipo granadino descendido la temporada pasada al grupo IX de la tercera división tras tanda de penaltis en la eliminatoria contra el Villa Santa Brígida.

## Clubes
| Club                 | País      | Año       |
| -------------------- | --------- | --------- |
| Racing de Córdoba    | Argentina | 1994-1996 |
| Instituto de Córdoba | Argentina | 1996-1997 |
| All Boys             | Argentina | 1997-1999 |
| SSC Napoli           | Italia    | 1999-2000 |
| Quilmes              | Argentina | 2000-2001 |
| Defensor Sporting    | Uruguay   | 2001      |
| Ejido                | España    | 2001-2002 |
| Sporting Braga       | Portugal  | 2002-2003 |
| Linares              | España    | 2004-2006 |
| Granada CF           | España    | 2006-2008 |
| Club Granada 74      | España    | 2008      |
| CD Baza              | España    | 2009      |
| Racing de Córdoba    | Argentina | 2010-2012 |